# Novîi Ostriv, Sambir
Novîi Ostriv (în ucraineană Новий Острів) este un sat în comuna Pohirți din raionul Sambir, regiunea Liov, Ucraina.

## Demografie
Componența lingvistică a localității Novîi Ostriv
     Ucraineană (100%)
Conform recensământului din 2001, toată populația localității Novîi Ostriv era vorbitoare de ucraineană (100%).